# (4439) Muroto
(4439) Muroto est un astéroïde de la ceinture principale.

## Description
(4439) Muroto est un astéroïde de la ceinture principale. Il fut découvert le 2 novembre 1984 à Geisei par Tsutomu Seki. Il présente une orbite caractérisée par un demi-grand axe de 3,07 UA, une excentricité de 0,28 et une inclinaison de 2,3° par rapport à l'écliptique.

## Compléments